# Кэрри, Шери
Шери́ Энн Кэ́рри (англ. Cherie Ann Currie; род. 30 ноября 1959 года, Лос-Анджелес, Калифорния) — американская певица и актриса. В середине 1970-х годов была ведущей вокалисткой в девичьей хард-рок группе The Runaways.

## Биография
Шери Кэрри родилась в Энсино, Калифорния, семье Дона Кэрри и актрисы Мэри Хармон; у неё две сестры: актриса Сондра и сестра-близнец — Мэри.
Первым кумиром Шери был Дэвид Боуи: побывав на его концерте, она постриглась и раскрасилась под тогдашний имидж артиста, нанеся и полосу на лицо, а-ля Aladdin Sane. В клубе English Disco она познакомилась с Кимом Фоули и Джоан Джетт; те пригласили её на прослушивание в свою новую группу и под впечатлением от её выступления (с собственной песней) тут же, на месте написали «Cherry Bomb», песню, некоторое время спустя ставшую подростковым гимном. Так Шери, которой ещё не было шестнадцати, стала участницей в The Runaways, где её коллегами были, помимо Джетт, Лита Форд, Сэнди Уэст и Джеки Фокс. Журнал «Bomp!» описал её как «Потерянную дочь Игги Попа и Брижит Бардо». На выступления 16-летней девушки в нижнем белье приходили толпы мужчин. Ходили слухи, что она употребляла запрещённые препараты, и по причине этого группа распалась.
После трёх альбомов с Runaways (The Runaways, Queens of Noise, Live in Japan), Кэрри приступила к записи сольных альбомов (Beauty’s Only Skin, Deepand Messin' совместно со своей сестрой Мари)
Затем она работала актрисой. Снялась в таких фильмах, как «Лисы», «Паразит», «Длина волны», «Сумеречная зона», «Богатая девочка» и других.
Кэрри была замужем за актёром Робертом Хейсом в 1990-е годы и у них есть сын — Джейк Хейс. В настоящее время в разводе.
Кэрри пишет мемуары о своем подростковом возрасте «Neon Angel: Воспоминания о Runaways». Сюжет повествует о её неблагополучной семье, её борьбе с наркотиками и алкоголем, сексуальных надругательствах и её днях с Runaways.
В 2010 году вышел фильм «Ранэвэйс», музыкальная биографическая драма, в центре которой — отношения между Кэрри и Джетт. В фильме роль Кэрри играет Дакота Фэннинг.
На 2011 год анонсирован новый альбом Кэрри (первый, начиная с 1980 года), продюсером которого стал Мэтт Сорум, барабанщик Guns N' Roses.
В 2013 году исполнила камео в 16 серии 4 сезона сериала «Хранилище 13».